# Itimbiri
Der Itimbiri ist ein Fluss in der Ostprovinz der Demokratischen Republik Kongo. 

## Verlauf
Der Itimbiri ist ein Zufluss des Kongo und mündet zwischen Bolama und Bumba in diesen. Im rund 200 Kilometer langen Unterlauf ist der Itimbiri bis Aketi schiffbar. Sein etwa 250 Kilometer langer Oberlauf heißt Rubi. Bei Djamba vereinigen sich der Rubi aus dem Osten und der Likati aus dem Norden zum Itimbiri. Bei Aketi fließen ihm aus dem Südosten der Aketi und der Tele zu. Letzterer entspringt in den gleichen Hügeln wie der Rubi, beschreibt jedoch eine wesentlich längere südliche Schlaufe. 

## Orte am Itimbiri
- Djamba
- Aketi
- Ibembo
- Tongelo
- Mateka
- Bunduki
- Mandungu
- Bokata
- Lolo
- Lundu
- Moenge

## Wichtigste Zuflüsse
- Rubi (Oberlauf)
- Likati (bei Djamba, nördlich)
- Tele (oberhalb Aketi, südöstlich)
- Aketi (bei Aketi, südöstlich)
- Loeka (kurz vor der Mündung, nördlich)